# 三月桂酸甘油酯
三月桂酸甘油酯是一种有机化合物，化学式为C39H74O6。

## 存在

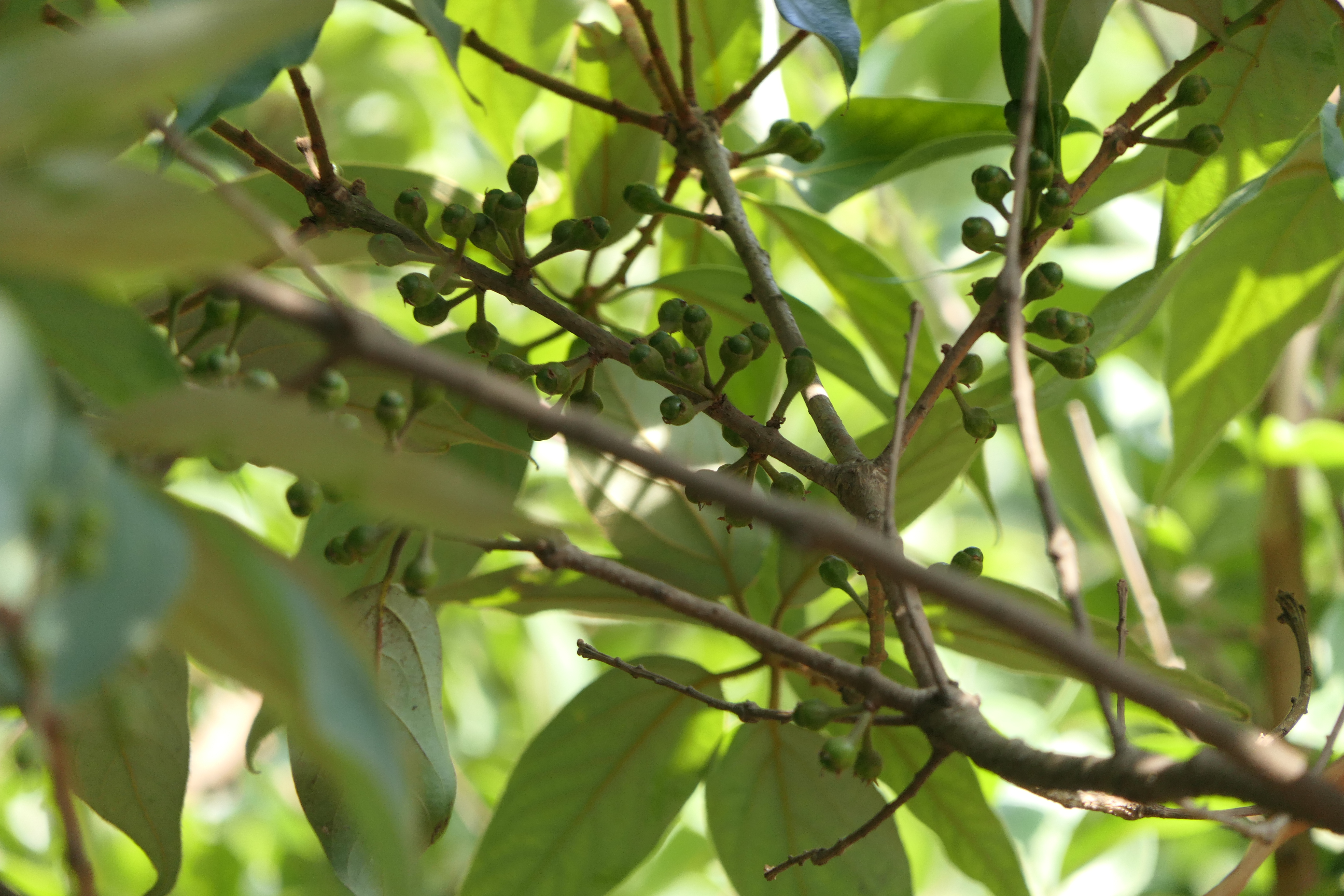
胡氏放线兰（Actinodaphne hookeri）

Actinodaphne hookeri的种子油几乎完全是三月桂酸甘油酯。棕櫚油中则含有约20%，它也是椰子油的重要成分。它也存在于黑水虻的脂肪中。